# Chauffage central
 (janvier 2013).
Si vous disposez d'ouvrages ou d'articles de référence ou si vous connaissez des sites web de qualité traitant du thème abordé ici, merci de compléter l'article en donnant les références utiles à sa vérifiabilité et en les liant à la section « Notes et références ».

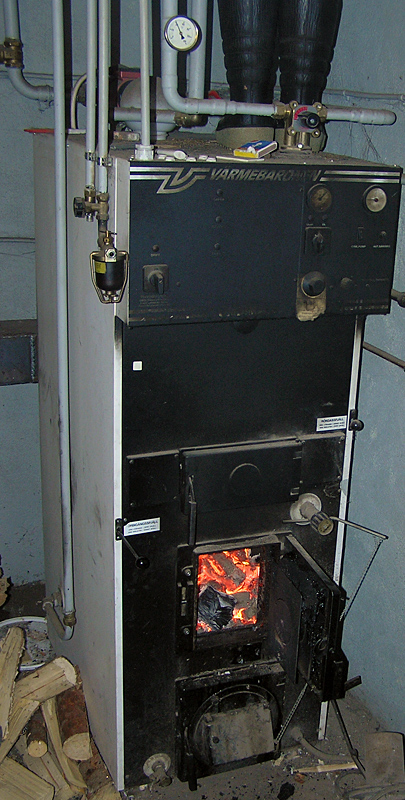
Unité de chauffage central à bois.

Le chauffage central désigne un mode de chauffage avec lequel on peut chauffer les différentes pièces d'une maison, d'un immeuble, ou d'une ville, à partir d'un seul générateur de chaleur communément nommé chaudière, ou chauffage urbain. La chaleur est acheminée au moyen d'un fluide caloporteur, dans des tuyaux, vers les radiateurs, ou directement au moyen d'air chaud, dans des gaines, vers les différentes pièces, comme c'est le cas pour les calorifères.
La source de chaleur peut être la combustion d'un combustible (bois, charbon de bois, houille, gaz, fioul) ou l'électricité ainsi que la géothermie.

## Histoire

### Rome et Grèce antique

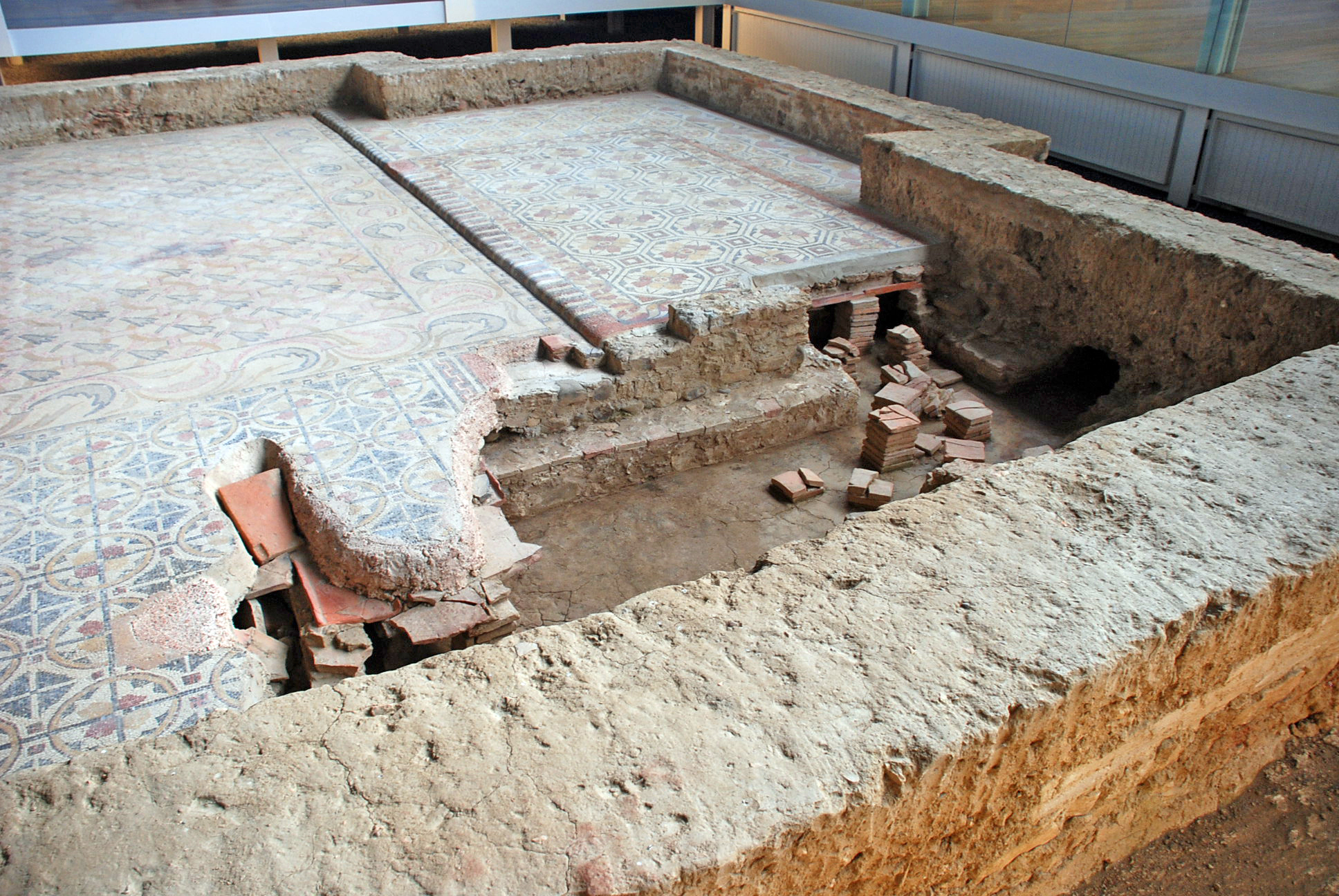
Ruines de l'hypocauste sous le sol de la villa romaine de La Olmeda en Espagne).

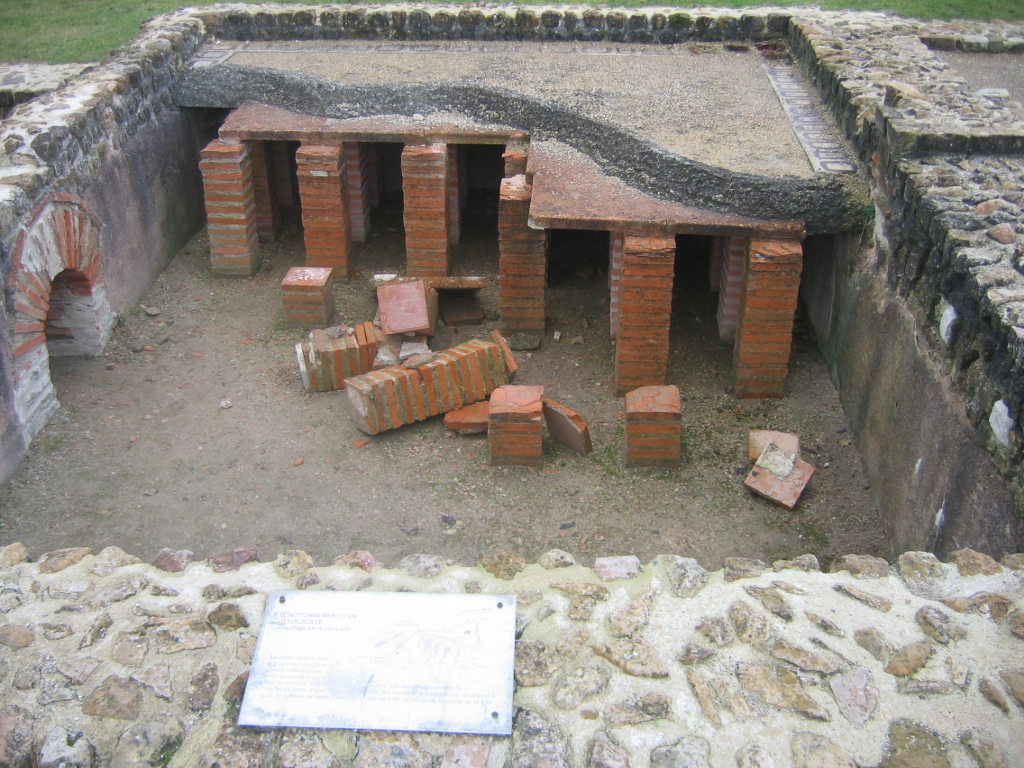
Système romain de chauffage central à air (hypocauste) à la Vieux-la-Romaine, France.

La Grèce antique a développé le chauffage central. Le Temple d'Éphèse était chauffé par le sol où circulait la chaleur produite par le feu. Dans l'empire romain, quelques bâtiments utilisaient un système de chauffage central, conduisant de l'air chauffé par chaudière au travers d'espaces sous le sol mais aussi avec un hypocauste,.
L' hypocauste romain continua à être utilisé à une échelle réduite dans l'antiquité et par le califat omeyyade, alors que la région arabe développa ultérieurement un système plus simple de chauffage par le sol.

### Système de chauffage central moderne

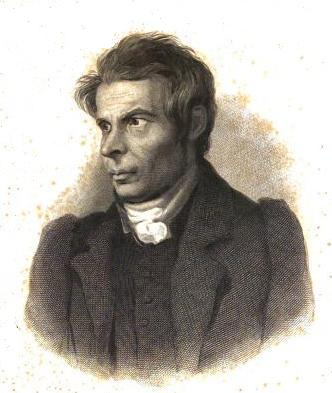
Thomas Tredgold, ingénieur du XIXe siècle.

Les trois principales méthodes de chauffage central ont été développées au cours des XVIIIe et XIXe siècles.

#### Air chaud
William Strutt a conçu un nouveau bâtiment à Derby avec des furnace air chaud en 1793, alors que l'idée était déjà proposée par John Evelyn un siècle plus tôt.
En 1807, avec Charles Sylvester, construction d'un nouveau bâtiment pour la Derby's Royal Infirmary. L'idée fut publiée dans le The Philosophy of Domestic Economy; as exemplified in the mode of Warming, Ventilating, Washing, Drying, & Cooking, ... in the Derbyshire General Infirmary en 1819. Ce système permettait au patient de respirer de l'air propre.

#### Vapeur d'eau
Après l'idée de Hugh Plat et Colonel Coke, James Watt a été l'inventeur écossais le premier à construire un tel système.

#### Eau chaude

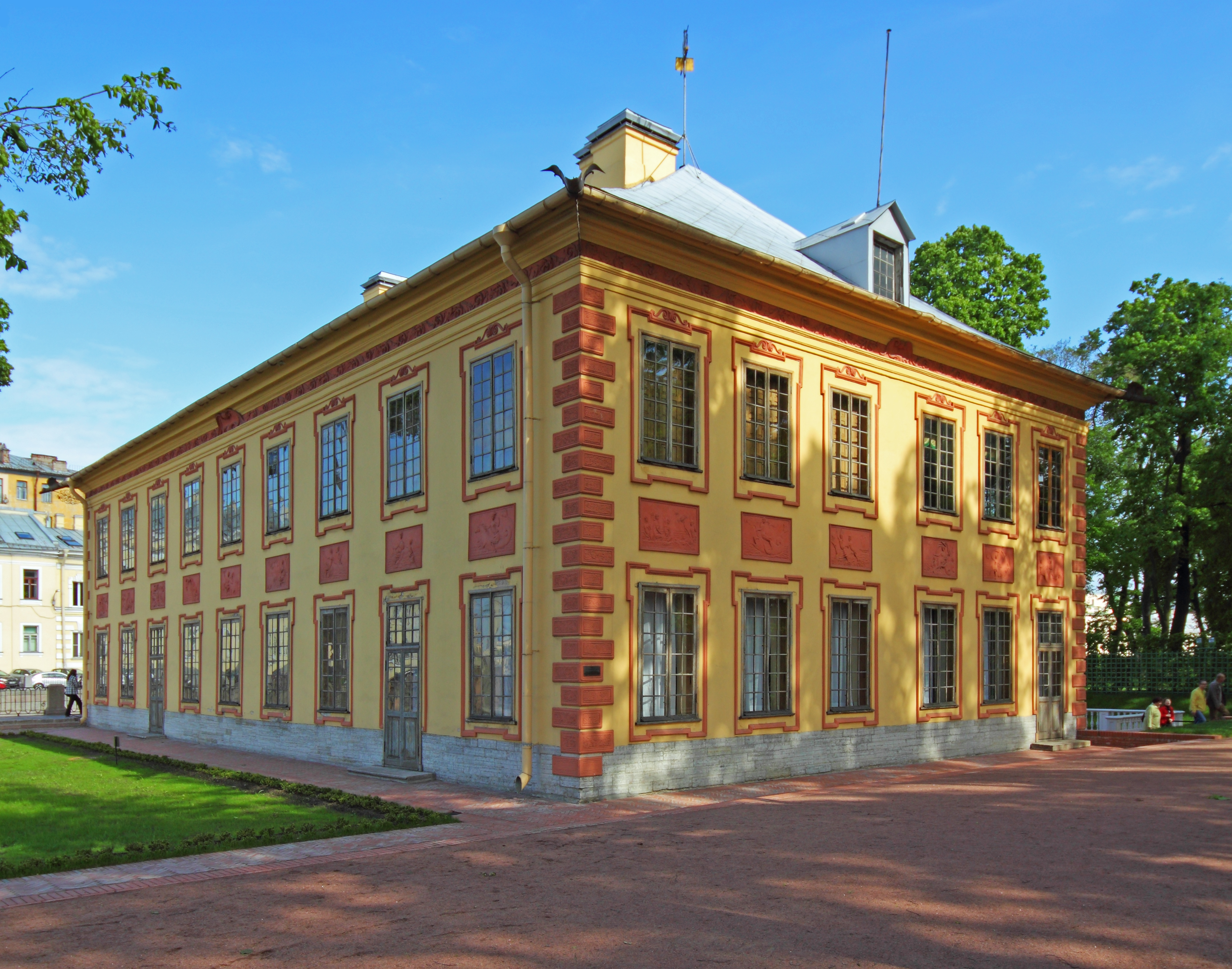
Le Palais d'été à Saint-Pétersbourg, un des premiers systèmes de chauffage central à eau.

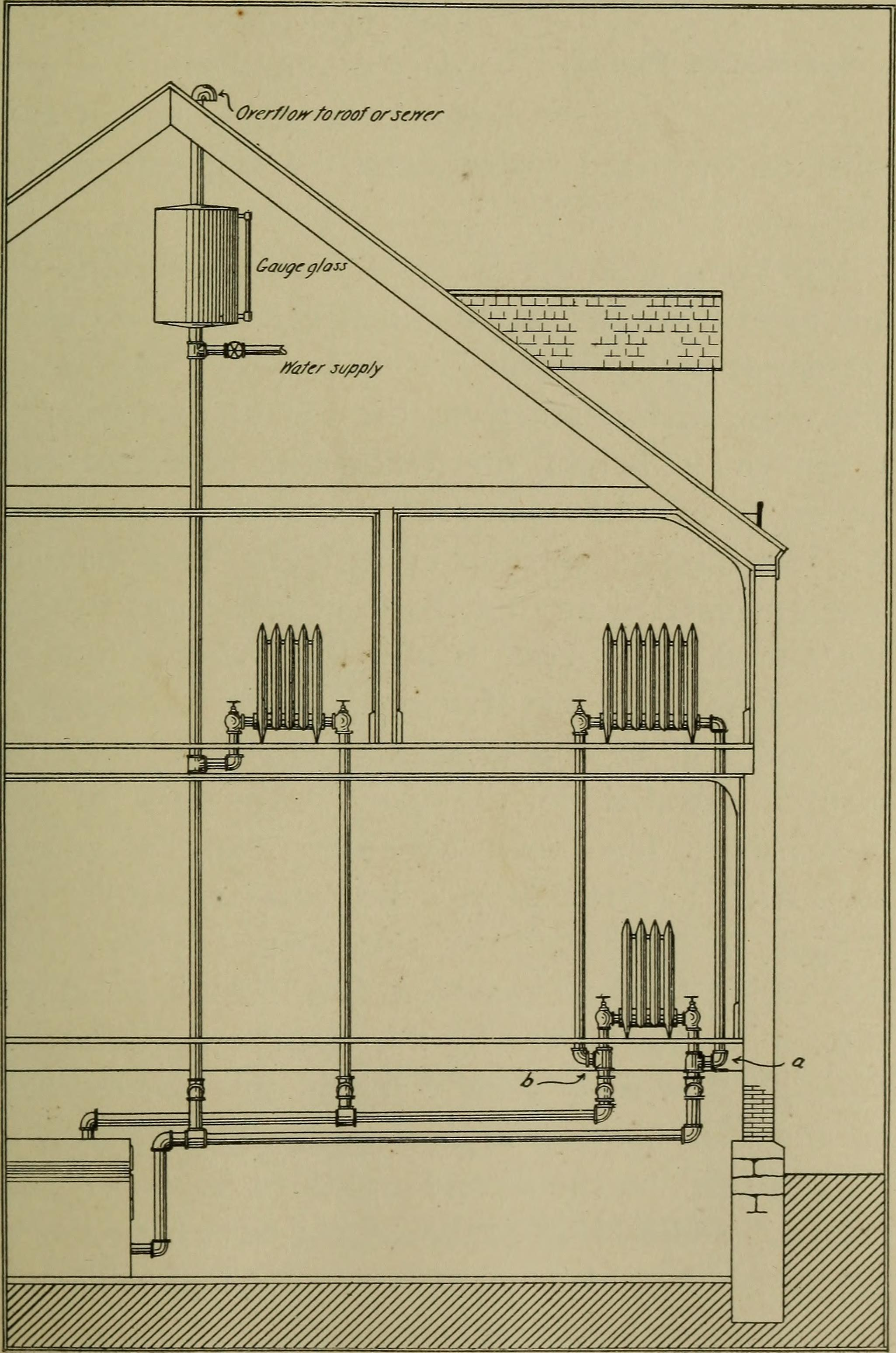
Notes on heating and ventilation (1906)

Les premiers systèmes à eau chaude ont été utilisés en Russie pour le chauffage central du Palais d'été (1710–1714) de Pierre le Grand à Saint-Pétersbourg.
En 1716, arrive pour la première fois en Suède l'eau pour distribuer la chaleur dans un bâtiment. L'ingénieur Suédois Mårten Triewald utilise cette méthode pour une serre à Newcastle en Angleterre.
L'architecte Jean Simon Bonnemain (1743–1830) introduit la technique dans l'industrie par la coopérative du château du Pêcq, à proximité de Paris.
Après Bonnemain vint le marquis de Chabannes qui vers 1820 établit un système à eau chaude dans des maisons particulières et des établissements publics.

La prison de Mazas fut chauffée avec un système de circulation d'eau chaude imaginé par Grouvelle (1 220 cellules)

## Principe

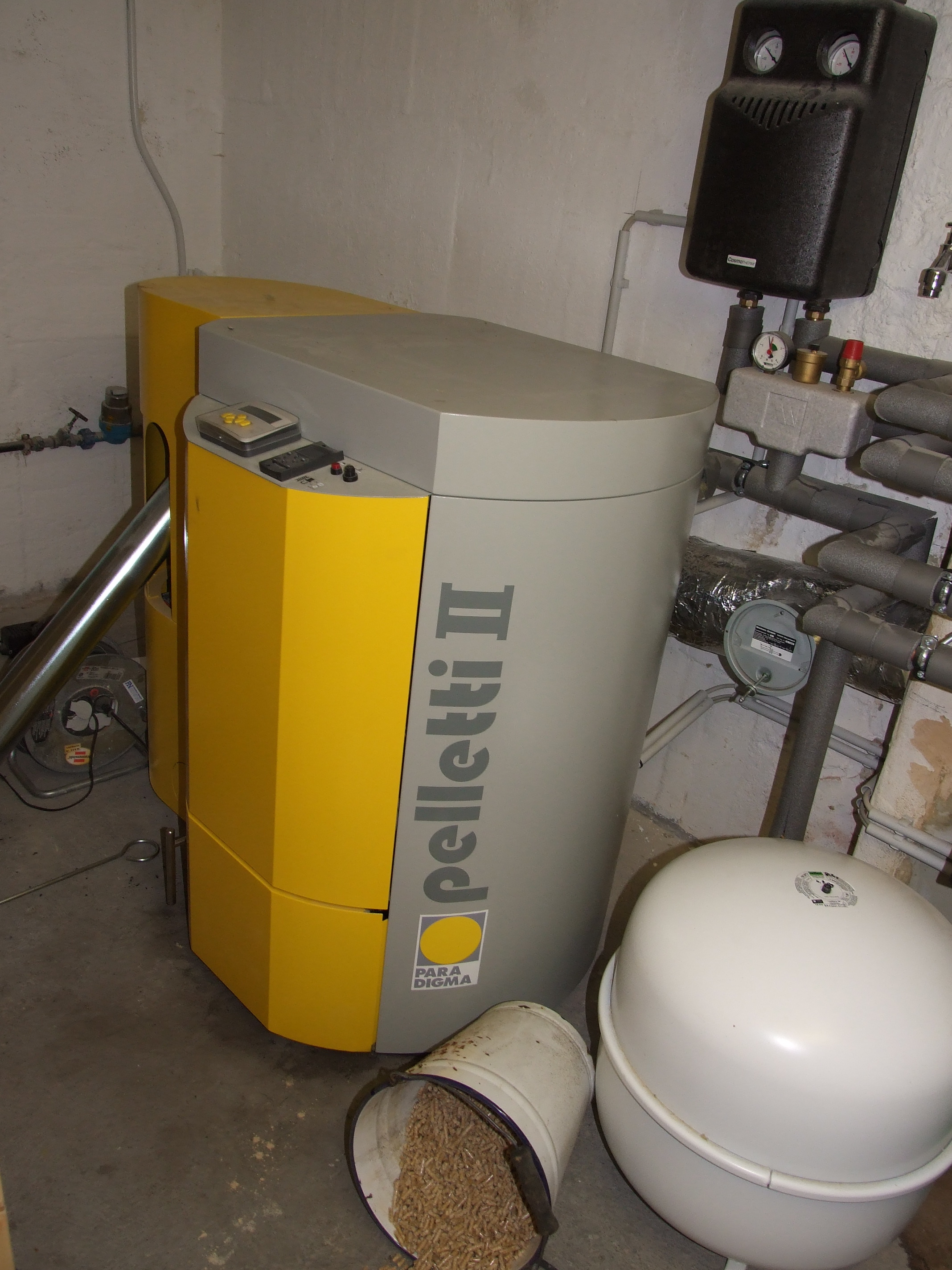
Unité de chauffage central d'ECS utilisant un carburant de type bois.

Pour ce faire, on installe dans la chaufferie une ou plusieurs chaudières, selon les besoins de l'immeuble ; une maison unifamiliale n'ayant, en général, besoin que d'une chaudière. Dans la majorité des cas, la chaudière est reliée par des tuyaux à des radiateurs, ou des convecteurs, qui sont placés dans les différentes pièces devant être chauffées.
Le chauffage central peut être alimenté par une chaudière à gaz par exemple, mais il peut aussi être alimenté par un réseau de chaleur. Le réseau de chaleur reprend le principe d'un chauffage central à l'échelle d'un quartier plutôt que d'un bâtiment.
Par rapport à un système 100 % électrique, le chauffage central offre généralement un plus grand confort de chauffe grâce à une chaleur diffusée constante. L'investissement que représente la pose d'un chauffage central se rentabilise en quelques années dans une habitation de grande taille, grâce à un coût à l'usage plus économique que le chauffage électrique.

### Circulateur
Jusqu'au milieu du XXe siècle, la circulation de l'eau était assurée juste par convection, ce qui exigeait des tuyaux de section assez importante. Par la suite et en raison de la baisse de coût des petits moteurs électriques, cette circulation fut rendue possible de façon bien plus efficace par un circulateur, appelé aussi pompe de circulation ou encore accélérateur, permettant d'utiliser des tuyaux de section plus faible, augmentant la vitesse de circulation du fluide et de ce fait également la chaleur échangée à taille de chaudière égale.
Lorsqu’existe un circulateur, la chaudière comporte deux réglages distincts :
- la température, par fixation du point de consigne du thermostat ;
- la vitesse du circulateur.

Intuitivement, on comprend que si la vitesse de circulation est nulle, la chaleur restera bloquée dans la chaudière, sans intérêt pour le chauffage du logis. Une vitesse qu'on imaginerait infinie ne laisserait pas aux échanges le temps de se faire efficacement dans les radiateurs. On comprend donc qu'il existe un optimum entre ces deux extrêmes. Toutefois d'autres paramètres sont à prendre en compte comme les questions de bruit, de consommation électrique, et d'encrassement plus ou moins rapide des radiateurs en fonction de la vitesse du circulateur.

### Régulation
Par son principe même, la diffusion de chaleur par circulation d'eau chaude dans des radiateurs exige une régulation : l'eau ne doit pas atteindre une température excessive ni rester à une température insuffisante pour chauffer. La chaudière doit donc pouvoir moduler les apports d'énergie en fonction des données suivantes : 
- la température de l'eau ;
- la température ambiante réelle de l'air des locaux à chauffer ;
- la température de consigne désirée pour l'ambiante ci-dessus ;
- la température de l'air extérieur.

Les installations modernes assurent la corrélation de ces grandeurs selon une loi d'eau propre à chaque installation.
Les plus rustiques se contentaient d'une limitation de sécurité sur la température d'eau, ignoraient la température extérieure et modulaient le chauffage en tout ou rien selon que la température ambiante devenait inférieure ou supérieure à la consigne de quelques dixièmes de °C.

## Chauffage urbain, de district ou à distance

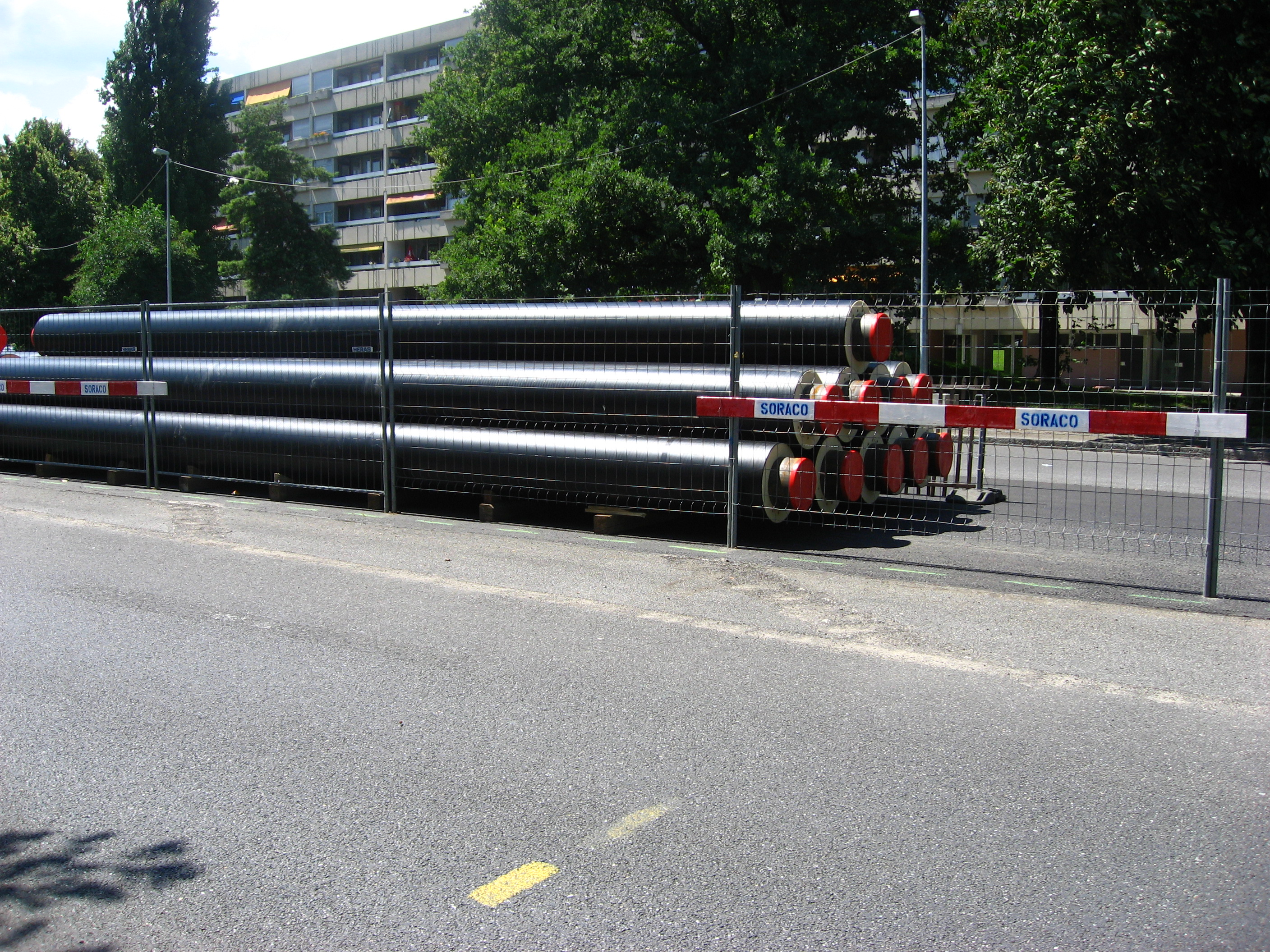
Tubes utilisés pour le transport de la vapeur des réseaux de chauffage urbain.

Pour un système de chauffage central à l'échelle d'une ville ou d'un quartier, on utilisera plutôt les termes de « chauffage urbain », « chauffage de district » ou « chauffage à distance ». L'industrie qui utilise beaucoup d'énergie peut avoir de tels surplus et/ou résidus d'énergie qu'elle peut en vendre à des industries périphériques ou même à des villes très proches ; c'est souvent le cas de la cogénération avec les centrales électriques à énergie thermique ou nucléaire.
Le chauffage urbain et le chauffage de district ont généralement une distribution de l'énergie par un réseau de conduites de vapeur d'eau. Cette vapeur peut être produite par de grosses centrales dotées de chaudières à vapeur. Certains réseaux sont alimentés avec la chaleur produite par une centrale d'incinération des ordures ménagères, généralement située à l'extérieur du centre-ville, ou même à l’extérieur de la ville pour éviter les nuisances (bruit, odeurs, etc.).
Le principe de la distribution de la chaleur dans le bâtiment reste le même sauf qu'à l'intérieur du bâtiment la chaufferie voit les chaudières remplacées par des échangeurs de chaleur. Les échangeurs transfèrent la chaleur de la vapeur fournie par la ville ou l'industrie (réseau primaire) au réseau secondaire de chauffage qui lui alimente les radiateurs de la bâtisse. Ce circuit secondaire contient de l'eau dont la température est sans danger pour les usagers mais suffisante pour réchauffer l'ensemble du bâtiment, alors que la vapeur initiale atteint 110 °C voire plus.
Les villes de New York, Lausanne, Montréal, Metz et Paris ont des systèmes de chauffage urbains ou de district. Le Danemark fait également un usage intensif du chauffage urbain, notamment dans la capitale Copenhague qui utilise exclusivement le chauffage urbain.
La vapeur vendue aux abonnés passe par les compteurs de chaleur chez les clients (bâtiments collectifs ou éventuellement maison individuelles) qui sont facturés en fonction de la consommation du nombre de mètres cubes de vapeur utilisés par chacun d'eux.
Le chauffage de district permet de diminuer la concentration des sous-produits de la combustion dans les centres-villes. Il offre en prime l'occasion de récupérer des énergies qui seraient autrement gaspillées.

## Facturation
La facturation est souvent réalisée en fonction du débit d'eau chaude qui est utilisé, mais cela ne représente que très approximativement l'énergie thermique réellement utilisée. Le répartiteur de frais de chauffage est prévu pour pallier cette approximation.
La facturation couvre les différents postes de dépense de l'ensemble du réseau :
- l'amortissement et le renouvellement des équipements ;
- les dépenses de fonctionnement et d'entretien (personnel, réseau, distribution, etc.);
- l'achat du combustible.

Le prix pratiqué dépend du nombre d'utilisateurs, de l'âge de l'équipement, de l'ampleur du réseau de distribution, de son isolation thermique, etc.